# 8489 Боулдер
8489 Бо́улдер (8489 Boulder) — астероїд головного поясу, відкритий 7 жовтня 1989 року.
Тіссеранів параметр щодо Юпітера — 3,191.